# Artaud de Mélan
Artaud de Mélan (Francia, 1330/1340 – Salon-de-Provence, 1º novembre 1410) è stato un vescovo cattolico italiano.

## Biografia
Nel 1365 è prevosto di Forcalquier.
Diventa tesoriere pontificio in Romagna nel 1371 e vescovo di Forlì il 14 luglio 1372.
Il 1º giugno 1379 è in Francia come vescovo di Grasse.
Durante la crisi alla fine del regno di Giovanna I di Napoli sostiene Luigi I d'Angiò.
Passa poi alla sede di Sisteron (2 maggio 1382).
Infine, diventa arcivescovo di Arles il 17 dicembre 1404.
Muore il 1º novembre 1410 a Salon.